# Раздорские склоны
Раздорские склоны — комплексный памятник природы (Постановление правительства Ростовской области от 15.05.2014 № 349), расположенный в Усть-Донецком районе Ростовской области. Создан 19 октября 2006 года. Имеет природоохранное, научное и просветительское значение.

## Описание
Комплексный памятник природы Раздорские склоны представляет собой высокий берег реки Дон с живописными выступами, на которых произрастает разнотравно-злаково-ковыльная растительность, с балками, врезающимися в береговой склон с небольшими островками байрачных лесов. Растительный покров памятника природы представлен типичными степными сообществами растений. Памятник природы Раздорские склоны является местом обитания разнообразных степных видов растений и животных. Некоторые из них занесены в Красную книгу Ростовской области. Памятник природы имеет природоохранное, научное и просветительское значение.
Раздорские склоны состоят из двух, расположенных поблизости участков:
- Первый участок находится между станицей Раздорская и автодорогой, протяженностью от южной до северной окраины станицы Раздорская.
- Второй участок находится севернее хутора Коныгин. Он ограничен с юга грунтовой дорогой до хутора Каныгин и далее — на хутор Дубрава. С восточной части участок ограничен рекой Сухой Донец, границы с севера и запада находятся у хутора Ольховский и автодороги от хутора Ольховский до станицы Мелиховская.

Площадь памятника природы по одним данным составляет 1780,0 гектара, по другим  —  около 1 267,0 гектар.